# Breuil-Barret
Breuil-Barret [bʁœj baʁɛ] ist ein Dorf und eine ehemalige französische Gemeinde mit 560 Einwohnern (Stand: 1. Januar 2022) im Département Vendée in der Region Pays de la Loire. Die Gemeinde gehörte zum Arrondissement Fontenay-le-Comte und zum Kanton La Châtaigneraie. Die Einwohner werden Barretois und Barretoises genannt.
Der Erlass vom 16. Dezember 2022 legte mit Wirkung zum 1. Januar 2023 die Eingliederung von Breuil-Barret als Commune déléguée zusammen mit den früheren Gemeinden La Tardière und La Chapelle-aux-Lys zur neuen Commune nouvelle Terval fest.

## Geographie
Breuil-Barret liegt an der Mère, etwa 55 Kilometer östlich von La Roche-sur-Yon.
Umgeben wird Breuil-Barret von den Nachbargemeinden und den Communes déléguées:
| Saint-Pierre-du-Chemin         |                                             | Moncoutant-sur-Sèvre (Deux-Sèvres)     |
| La Tardière (Commune déléguée) | Kompassrose, die auf Nachbargemeinden zeigt | Saint-Paul-en-Gâtine (Deux-Sèvres)     |
| La Châtaigneraie               | Loge-Fougereuse                             | La Chapelle-aux-Lys (Commune déléguée) |

## Bevölkerungsentwicklung
| Breuil-Barret: Einwohnerzahlen von 1793 bis 2016                                                                           | Breuil-Barret: Einwohnerzahlen von 1793 bis 2016 | Breuil-Barret: Einwohnerzahlen von 1793 bis 2016 | Breuil-Barret: Einwohnerzahlen von 1793 bis 2016 | Breuil-Barret: Einwohnerzahlen von 1793 bis 2016 |
| --- | ------------------------------------------------ | ------------------------------------------------ | ------------------------------------------------ | ------------------------------------------------ |
| Jahr |                                                  |                                                  |                                                  | Einwohner                                        |
| 1793 | 1793                                             |                                                  | 700                                              | 700                                              |
| 1800 | 1800                                             |                                                  | 511                                              | 511                                              |
| 1806 | 1806                                             |                                                  | 710                                              | 710                                              |
| 1821 | 1821                                             |                                                  | 866                                              | 866                                              |
| 1831 | 1831                                             |                                                  | 874                                              | 874                                              |
| 1836 | 1836                                             |                                                  | 851                                              | 851                                              |
| 1841 | 1841                                             |                                                  | 872                                              | 872                                              |
| 1846 | 1846                                             |                                                  | 940                                              | 940                                              |
| 1851 | 1851                                             |                                                  | 966                                              | 966                                              |
| 1856 | 1856                                             |                                                  | 997                                              | 997                                              |
| 1861 | 1861                                             |                                                  | 1.020                                            | 1.020                                            |
| 1866 | 1866                                             |                                                  | 1.032                                            | 1.032                                            |
| 1872 | 1872                                             |                                                  | 1.073                                            | 1.073                                            |
| 1876 | 1876                                             |                                                  | 1.094                                            | 1.094                                            |
| 1881 | 1881                                             |                                                  | 1.124                                            | 1.124                                            |
| 1886 | 1886                                             |                                                  | 1.215                                            | 1.215                                            |
| 1891 | 1891                                             |                                                  | 1.154                                            | 1.154                                            |
| 1896 | 1896                                             |                                                  | 1.065                                            | 1.065                                            |
| 1901 | 1901                                             |                                                  | 1.000                                            | 1.000                                            |
| 1906 | 1906                                             |                                                  | 997                                              | 997                                              |
| 1911 | 1911                                             |                                                  | 986                                              | 986                                              |
| 1921 | 1921                                             |                                                  | 901                                              | 901                                              |
| 1926 | 1926                                             |                                                  | 935                                              | 935                                              |
| 1931 | 1931                                             |                                                  | 899                                              | 899                                              |
| 1936 | 1936                                             |                                                  | 834                                              | 834                                              |
| 1946 | 1946                                             |                                                  | 810                                              | 810                                              |
| 1954 | 1954                                             |                                                  | 804                                              | 804                                              |
| 1962 | 1962                                             |                                                  | 801                                              | 801                                              |
| 1968 | 1968                                             |                                                  | 684                                              | 684                                              |
| 1975 | 1975                                             |                                                  | 615                                              | 615                                              |
| 1982 | 1982                                             |                                                  | 699                                              | 699                                              |
| 1990 | 1990                                             |                                                  | 741                                              | 741                                              |
| 1999 | 1999                                             |                                                  | 694                                              | 694                                              |
| 2006 | 2006                                             |                                                  | 667                                              | 667                                              |
| 2011 | 2011                                             |                                                  | 665                                              | 665                                              |
| 2016 | 2016                                             |                                                  | 650                                              | 650                                              |
| Quelle(n): EHESS/Cassini bis 1999, INSEE ab 2006 Anmerkung(en): Ab 1962 offizielle Zahlen ohne Einwohner mit Zweitwohnsitz |                                                  |                                                  |                                                  |                                                  |

## Sehenswürdigkeiten
- Kirche Saint-Hilaire